# Grå kapmangust
Grå kapmangust (Galerella pulverulenta) är ett rovdjur i familjen manguster. Den förekommer i Afrika från Sydafrika norrut till södra Angola.
Wilson & Reeder (2005) skiljer mellan tre underarter:
- G. p. pulverulenta
- G. p. basuticus
- G. p. ruddi

## Kännetecken
Arten är en medelstor mangust och pälsen har olika nyanser av ljusgrå och mörkgrå. I nordvästra delen av utbredningsområdet (underarten G. p. ruddi) är individerna på grund av en mörkare underull mörkare, nästan brunsvarta. Underarten har dessutom en svart svansspets. Den yviga svansen hålls alltid horisontalt över marken. Kroppslängden ligger mellan 30 och 42,5 centimeter och därtill kommer en 20 till 34 centimeter lång svans. Vikten är omkring 0,5 kg och går sällan upp till 1,25 kg. Hanar är större än honor.

## Utbredning och habitat
Djuret lever i Kapprovinsen, i södra delen av Fristatsprovinsen, i norra Lesotho och längs Drakensberg i KwaZulu-Natal samt i södra och norra Namibia till sydvästra Angola. I centrala Namibia blev arten inte iakttagen men kanske är området inte tillräcklig utforskat.
Angående habitatet är arten mycket variabel, den förekommer i skogar, i buskland och halvöknar och kan anpassa sig till högre och lägre nederbördsmängder. Grå kapmangust föredrar vegetationszonen Fynbos med buskar längs floder eller på bergssluttningar.

## Levnadssätt
Arten är aktiv på dagen och individerna lever främst ensamma. De går främst på marken men kan även klättra i växtligheten. Grå kapmangust har utanför parningstiden inget gryt. Den har troligen mindre territoriala anspråk och reviren överlappar varandra. Trots allt markeras stenar och buskar med kroppsvätskor. Individerna är uteslutande köttätare men är inte specialiserade på särskilda byten. Ofta jagar de mindre gnagare men de äter även insekter och i enstaka fall ungdjur av grysbockar eller av hararten Lepus saxatilis. Ägg av ödlor eller fåglar öppnar mangusten genom att kasta äggen bakåt mot en sten eller en annan fast yta.
Parningstiden ligger mellan augusti och december vid slutet av regntiden. Honan föder en till tre ungar som i början lever gömda bland stenar och buskar eller i underjordiska bon som byggts av andra djur. Angående dräktighetens längd, könsmognaden och livslängden saknas informationer. Individer i fångenskap kan leva upp till 11,5 år.